# Павлов, Борис Дмитриевич
Борис Дмитриевич Павлов (8 января 1940, Таганрог — 19 сентября 2009, Москва) — российский историк кино, куратор, искусствовед, собиратель и хранитель анимационного фонда Музея Кино (1989—1997), главный хранитель Московского Дома фотографии (1998—2000), директор галереи «На Солянке» (2002—2009).

## Биография

### Ранние годы
Родился 8 января 1940 года в Таганроге. Его родители работали на Таганрогском комбайновом заводе. Отец погиб в первые месяцы Великой Отечественной войны, мать вместе с Борисом и его сестрой Ириной была в эвакуации. В 1949 году семья переехала в Ростов-на-Дону.
В 1962 году окончил Ростовский институт сельскохозяйственного машиностроения по специальности инженер-приборист. Позже также окончил Уральский государственный университет имени А. М. Горького.
Работал в филиале Академии наук СССР в Сыктывкаре и в Обнинском институте медицинской радиологии, опубликовал ряд научных статей в области биофизики.
Был близок к кругу диссидентов. В домашней фотолаборатории печатал самиздат. В 1973 году из-за «диссидентских высказываний» ушёл с работы, несколько лет был чернорабочим, сторожем, писал курсовые для студентов, занимался филологией.

### Музейная деятельность
С 1989 по 1997 работал в Музее Кино в качестве собирателя и хранителя Фонда анимационного кино. Вместе с научным сотрудником Светланой Миль (Ким) они заложили основу музейной коллекции, организовали множество выставок мультипликаторов из России и других стран.
Благодаря знакомству со Светланой Алексеевой-Роквелл, в 1995 году организовал выставку графических работ (иллюстрации к «Анне Карениной») и ретроспективу анимационных фильмов её отца — выдающегося художника, изобретателя «игольчатого экрана» Александра Алексеева, чьё творчество ранее было почти неизвестно в СССР и России. Эта выставка в дальнейшем способствовала появлению серии книжных изданий русских классиков с иллюстрациями Алексеева.
Принимал активное участие в поисках утраченных мультипликационных фильмов, в частности, наследия Михаила Цехановского. Инициировал расшифровку его дневников в РГАЛИ.
Был постоянным участником, а также членом селекционной комиссии международного фестиваля мультипликации «КРОК» (с 1989 года) и Открытого российского фестиваля анимационного кино (с 1996 года). Неоднократно был членом жюри международных фестивалей анимации, в том числе Международного фестиваля документального и анимационного кино в Лейпциге и Международного фестиваля анимационного кино в Анси.
С 1998 по 2000 год был главным хранителем в Московском Доме фотографии, заложив основу коллекции будущего музея.
С 2000 по 2002 год работал куратором отдела культуры и советником президента ИД «Аргументы и факты».
С 2002 по 2009 год был директором галереи «На Солянке». Под его руководством были организованы выставки с участием Юрия Норштейна, Андрея Хржановского, Владимира Зуйкова, Эдуарда Назарова, Ивана Максимова, Михаила Алдашина и других аниматоров; первая в истории ретроспективная экспозиция работ Фёдора Хитрука; совместная с ГМИИ им. Пушкина выставка о Федерико Феллини; выставка «Вокальные параллели» Рустама Хамдамова; выставки фотографов Хельмута Ньютона, Саши Гусова, Владимира Мишукова, братьев Гао и другие.

### Смерть и память
Умер 19 сентября 2009 года в Москве в результате обширного инфаркта. Похоронен на Миусском кладбище в Москве.
В феврале 2010 года в галерее «На Солянке» была организована выставка «Собиратель» памяти Бориса Павлова.
В 2012 году в галерее «На Солянке» была установлена памятная доска.
В 2014 году были проведены «Борисопавловские чтения».
В 2018 году в Государственной галерее на Солянке в рамках московской общегородской «Ночи искусств» прошли 24-часовые «Борисопавловские БДения» (а также открылась одноимённая выставка), в рамках которых лучшие аниматоры мира, включая оскаровских лауреатов Александра Петрова, Адама Эллиота и Кодзи Ямамуры, а также Юрия Норштейна, Билла Плимптона, братьев Куэй и других, выбрали лучшие новые независимые анимационные фильмы, а знаменитые поклонники анимации, включая Павла Каплевича, круглые сутки показывали свои любимые анимационные фильмы в «Кинотеатре друзей».

## Личная жизнь
Первая жена — Нина Ивановна Олешева. Вторая жена — писательница и драматург Людмила Стефановна Петрушевская.
Дети:
- Кирилл Харатьян (род. 1964) — сын Людмилы Петрушевской от первого брака, журналист, редактор.
- Фёдор Павлов-Андреевич (род. 1976) — в прошлом журналист, телеведущий и продюсер, ныне художник-перформансист и куратор.
- Наталья Павлова (род. 1982) — музыкант, певица, композитор.

## Фильмография
- Михаил Цехановский. Драматическая графика (1995)